# Consul designatus
Een consul designatus was een ambt binnen het Romeinse Rijk. Deze persoon werd vanaf 153 v.Chr. gekozen door de comitia centuriata  als consul ordinarius voor het volgende jaar.
Vanaf 368 v.Chr. was een voorwaarde dat een van hen van plebejische afkomst moest zijn. Hoewel hij nog geen officieel potestas (gezag) of imperium (uitvoerende macht) bezat, genoot de consul designatus al van een zeker aanzien en werden zijn woorden toch met meer aandacht aangehoord in de senaat.